# Gorna Kremena
Gorna Kremena (bułg. Горна Кремена) – wieś w Bułgarii, w obwodzie Wraca, w gminie Mezdra. Według danych szacunkowych Ujednoliconego Systemu Ewidencji Ludności oraz Usług Administracyjnych dla Ludności, 15 września 2023 roku miejscowość liczyła 418 mieszkańców.

## Historia
Na terenie wsi odkryto pozostałości prehistorycznej osady, której początki sięgają epoki neolitu. Podczas wykopalisk archeologicznych w 1973 roku zbadano grodzisko na terenie Zaminca – na zachód od wsi Górna Kremena. Z bogatego materiału archeologicznego odnalezionego podczas wykopalisk ustalono, że prehistoryczna osada w Zamincu pod koniec epoki miedzi i kamienia była trzykrotnie zamieszkiwana oraz trzykrotnie ulegała spaleniu. Podczas wykopalisk archeologicznych w 1981 r. zbadano także kopiec Senjuwa znajdujący się obok wsi. Na kopcu odkryto zbudowany z kamienia tracki grobowiec, który jest pusty (cenotaf). Świadczy to o tym, że Trak zginął na wojnie, a zwłok nie odnaleziono, ale dzięki temu, że był arystokratą zbudowano mu grób i kopiec.

## Osoby związane z miejscowością

### Urodzeni
- Nikoła Wyłczew – bułgarski czetnik[3]